# Julien Vauclair
Julien Vauclair (ur. 2 października 1979 w Bure, Jura) – szwajcarski hokeista, reprezentant Szwajcarii, trzykrotny olimpijczyk.
Jego bracia Geoffrey (ur. 1977) i Tristan (ur. 1985) także są hokeistami.

## Kariera klubowa
- HC Ajoie (1995-1997)
- HC Lugano U20 (1997-1999)
- HC Lugano (1997-2001)
- Grand Rapids Griffins (2001-2002)
- Binghamton Senators (2002-2004)
  -  Ottawa Senators (2003)
- HC Lugano (2004-2020)

Wychowanek HC Ajoie. Od 1997 do 2001 zawodnik HC Lugano. W drafcie NHL z 1998 został wybrany przez Ottawa Senators. Od 2001 przez trzy sezony grał w USA w dwóch klubach ligi AHL. W barwach Ottawy w lidze NHL zagrał jeden mecz 25 października 2003. Od 2004 jest ponownie zawodnikiem Lugano. W czerwcu 2008 przedłużył kontrakt o pięć lat, a w lutym 2013 o dwa lata. W marcu 2020 ogłosił zakończenie kariery.

## Kariera reprezentacyjna
Wielokrotny reprezentant Szwajcarii. Uczestniczył w turniejach mistrzostw świata w 1999, 2000, 2001, 2004, 2005, 2006, 2007, 2008, 2010, 2011, 2013 oraz na zimowych igrzyskach olimpijskich 2002, 2006, 2014. Od 2007 jest asystentem kapitana kadry. W 2011 był kapitanem.

## Sukcesy
Reprezentacyjne
- Srebrny medal mistrzostw świata: 2013

Klubowe
- Złoty medal mistrzostw Szwajcarii: 1999, 2006 z HC Lugano
- Mistrzostwo dywizji AHL: 2002 z Grand Rapids Griffins
- Norman R. „Bud” Poile Trophy: 2002 z Grand Rapids Griffins

Indywidualne
- AHL 2003/2004: Mecz Gwiazd AHL
- NLA 2009/2010: pierwsze miejsce w klasyfikacji strzelców wśród obrońców
- Mistrzostwa Świata w Hokeju na Lodzie 2013/Elita: skład gwiazd turnieju[5]